# Lin Shaye
Linda "Lin" Shaye, född 12 oktober 1943 i Detroit i Michigan, är en amerikansk skådespelerska. Hon är bland annat känd för att medverka i filmer som Terror på Elm Street, Wes Craven's New Nightmare, Dum & dummare, Kingpin, Den där Mary, Detroit Rock City, Mina jag & Irene och Fäst vid dig, samt alla fem filmer i Insidious-serien.
Shaye är yngre syster till filmproducenten och skådespelaren Robert Shaye (född 1939). Hennes mor föddes i Ryssland av rumänska föräldrar, som sedan valde att bosätta sig i Michigan.

## Filmografi (i urval)

### Filmer
| - 1975 – Hester Street - 1978 – Häng inte här Henry Moon - 1980 – De laglösa - 1982 – Ensam i mörkret - 1984 – Terror på Elm Street - 1985 – Brewsters miljoner - 1986 – Critters - 1987 – Min pojkvän är ett monster - 1987 – I rättvisans namn - 1987 – Slam Dance - 1987 – The Hidden - 1987 – The Running Man - 1988 – Critters 2 - 1988 – Lucky Stiff - 1990 – Pump Up the Volume - 1993 – Laddat vapen 1 - 1993 – Mördande konkurrens - 1993 – Three of Hearts - 1993 – Even Cowgirls Get the Blues - 1994 – Corrina, Corrina - 1994 – Wes Craven's New Nightmare - 1994 – Dum & dummare - 1995 – The Nature of the Beast - 1996 – Kingpin - 1996 – Last Man Standing - 1998 – När livet vänder - 1998 – Den där Mary | - 1999 – Detroit Rock City - 2000 – Mina jag & Irene - 2001 – Skojar du, eller? - 2002 – Boat Trip - 2003 – Dum och ännu dummare - 2003 – Fäst vid dig - 2004 – En askungesaga - 2004 – Final Call - 2004 – The Hillside Strangler - 2005 – 2001 Maniacs - 2005 – Killing America - 2006 – Vegas Baby - 2006 – Snoop Dogg's Hood of Horror - 2006 – Snakes on a Plane - 2006 – Surf School - 2006 – Pledge This! - 2008 – Asylum - 2009 – Allt för min syster - 2010 – Insidious - 2011 – A Good Old Fashioned Orgy - 2012 – De tre dårfinkarna - 2013 – Insidious: Chapter 2 - 2014 – Ouija - 2015 – Insidious: Chapter 3 - 2016 – Ouija: Origin of Evil - 2018 – Insidious: The Last Key - 2020 – The Grudge - 2023 – Insidious: The Red Door |

### TV-serier
- 1985 – The Twilight Zone (TV-serie)
- 1986 – Cagney och Lacey (TV-serie)
- 1986 – Maktkamp på Falcon Crest (TV-serie)
- 1987 – Who's the Boss? (TV-serie)
- 1988 – Highway to Heaven (TV-serie)
- 1991 – Life Goes On (TV-serie)
- 1993 – Systrar (TV-serie)
- 1994 – Mitt så kallade liv (TV-serie)
- 1996 – Frasier (TV-serie)
- 1998 – Becker (TV-serie)
- 2004 – Jordan, rättsläkare (TV-serie)
- 2006 – My Name Is Earl (TV-serie)
- 2007 – Dirty Sexy Money (TV-serie)
- 2009 – Cityakuten (TV-serie)
- 2013 – Private Practice (TV-serie)
- 2019 – EastSiders (TV-serie)
- 2020 – Penny Dreadful: City of Angels (TV-serie)